# NGC 7326
NGC 7326 في الفهرس العام الجديد، هي مجرة، تقع في كوكبة الفرس الأعظم. اكتشفت في 7 أكتوبر 1874 .

## روابط خارجية
- NGC 7326 على موقع ويكي سكاي: DSS2, SDSS, GALEX, IRAS, Hydrogen α, X-Ray, Astrophoto, Sky Map, Articles and images